# Chelsea Manning

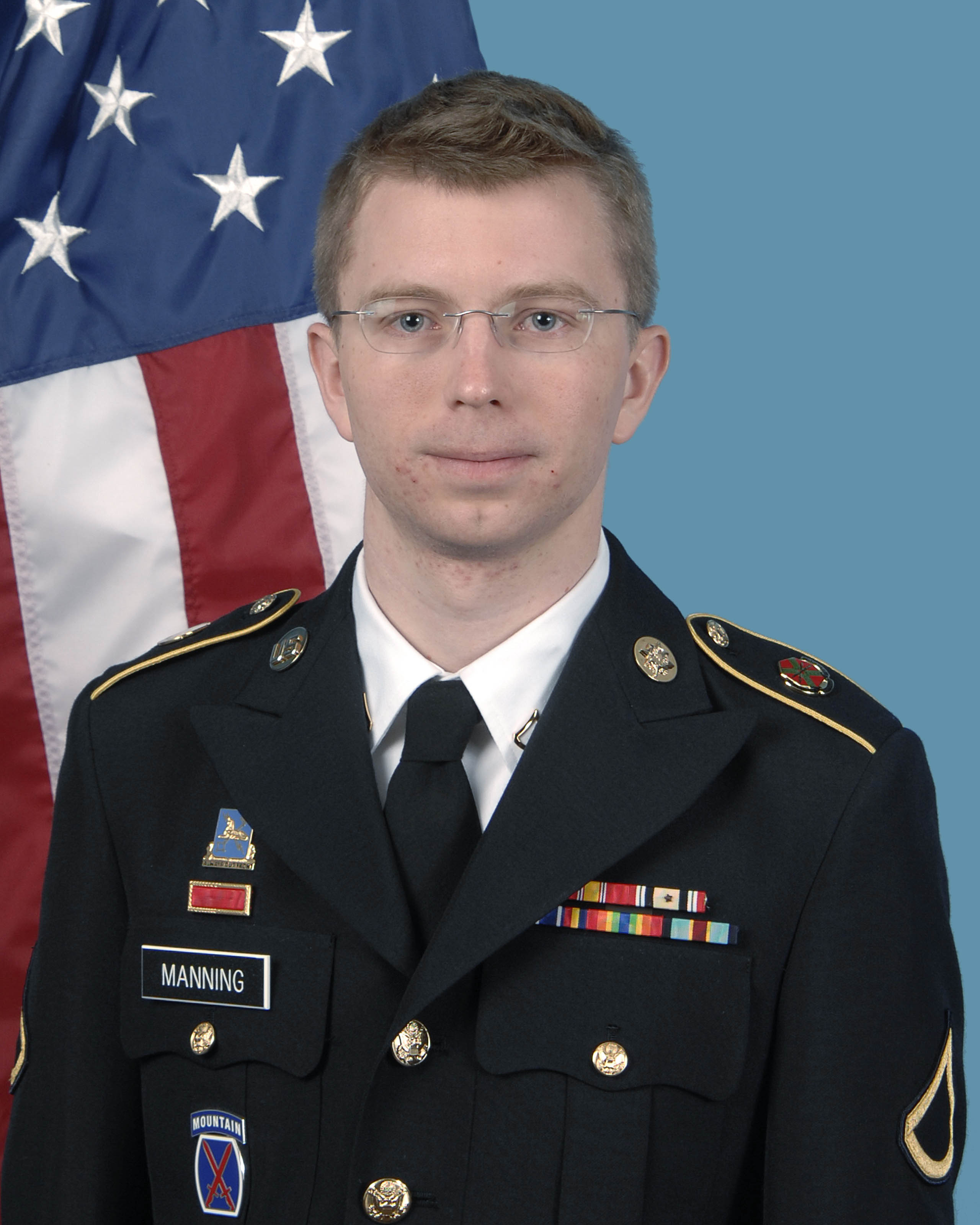
Manning w 2010 roku

Chelsea Elizabeth Manning (ur. jako Bradley Edward Manning 17 grudnia 1987 w Crescent, Oklahoma) – amerykańska analityczka wywiadu i żołnierka United States Army, sygnalistka, aresztowana w maju 2010 roku za wyniesienie tajnych dokumentów amerykańskiego wywiadu, skazana 21 sierpnia 2013 roku na wydalenie ze służby i karę 35 lat pozbawienia wolności. Po ogłoszeniu wyroku Manning dokonała coming outu jako osoba transpłciowa. Po złagodzeniu wyroku przez prezydenta USA Baracka Obamę została zwolniona z więzienia w 2017.

## Życiorys
Wstąpiła do armii amerykańskiej w 2007 roku, awansowała i uzyskała dostęp do danych wywiadu w Iraku. Stała się znana po przekazaniu portalowi WikiLeaks około 250 tysięcy tajnych dokumentów. Jak mówiła, wynosiła je na płytach Lady Gagi. Miała nieograniczony dostęp do tajnych danych dzięki SIPRNet. Wnosiła nośniki do bazy, kasowała je i w ich miejsce zapisywała skompresowane tajne dokumenty.
Sprawa wyszła na jaw w lutym 2010 roku. Haker Adrian Lamo, który dowiedział się od Manning, że ta przekazała dokumenty serwisowi WikiLeaks, uznał, że musi ją wydać. Manning została aresztowana w Kuwejcie, a potem trafiła do więzienia w stanie Wirginia. W lipcu 2010 roku przedstawiono jej zarzuty ujawnienia tajnych informacji dotyczących obrony narodowej. Groziła jej kara dożywotniego pozbawienia wolności.
Proces Manning rozpoczął się przed sądem wojskowym 3 czerwca 2013. 30 lipca Manning została uznana za winną szpiegostwa, zdrady tajemnicy państwowej, oszustw komputerowych oraz kradzieży; uniewinniono ją od najcięższego zarzutu – „pomagania wrogom Stanów Zjednoczonych”. 21 sierpnia została skazana na 35 lat pozbawienia wolności, degradację do stopnia szeregowej (amerykański private, ze stopnia private first class – starszego szeregowego) i wydalenie ze służby.
Po ogłoszeniu wyroku Manning ogłosiła, że jest osobą transpłciową i poprosiła, aby używać wobec niej nowego imienia – Chelsea i form żeńskich. Nie zamierzała jednak prosić o przeniesienie do żeńskiego zakładu karnego, a władze zakładu karnego, w którym odbywała karę poinformowały, że nie zapewniają więźniom ani kuracji hormonalnych, ani operacji korekty płci.
W kwietniu 2014 roku sąd w Kansas wyraził zgodę na zmianę imienia z Bradley na Chelsea.
W styczniu 2017 roku w ostatnim tygodniu prezydentury prezydent USA Barack Obama złagodził wyrok z 35 lat do 7 lat więzienia liczonych od dnia aresztowania. Manning została zwolniona 17 maja 2017.
W 2022 roku Chelsea Manning opublikowała swoje wspomnienia pt. "README.txt: A Memoir". W książce opisuje ona swoje doświadczenia jako sygnalistka. Manning opisuje swoje motywy, wskazując, że chciała zakwestionować oficjalną, "wygładzoną" narrację o wojnach w Iraku i Afganistanie.

## Odznaczenia
- National Defense Service Medal
- Iraq Campaign Medal z jedną service star
- Global War on Terrorism Service Medal
- Army Service Ribbon
- Army Overseas Service Ribbon
- Army Meritorious Unit Commendation